# Велоспорт на летних Олимпийских играх 2020 — групповая шоссейная гонка (женщины)
Групповая шоссейная велогонка среди женщин на летних Олимпийских играх 2020 года прошла 25 июля 2021 г.

## Участники
В гонке могло принять участие 67 гонщиц и максимум 4 от Национального олимпийского комитета (НОК). Поскольку квалификация была завершена к 22 октября 2019 года, пандемия COVID-19 не повлияла на неё.
Всего в гонке стартовало 67 человек из 43 стран.
| Нидерланды NED | Нидерланды NED       | Нидерланды NED |
| -------------- | -------------------- | -------------- |
| №              | Гонщик               | Место          |
| 1              | Анна Ван дер Брегген |                |
| 2              | Аннемик ван Влётен   | 2-й            |
| 3              | Деми Воллеринг       |                |
| 4              | Марианна Вос         |                |

| Италия ITA | Италия ITA          | Италия ITA |
| ---------- | ------------------- | ---------- |
| №          | Гонщик              | Место      |
| 5          | Марта Бастианелли   |            |
| 6          | Марта Кавалли       |            |
| 7          | Элиза Лонго Боргини | 3-й        |
| 8          | Сорайя Паладин      |            |

| Дания DEN | Дания DEN              | Дания DEN |
| --------- | ---------------------- | --------- |
| №         | Гонщик                 | Место     |
| 9         | Эмма Норсгор-Йёргенсен |           |
| 10        | Сесилие Уттруп Лудвиг  |           |

| Германия GER | Германия GER   | Германия GER |
| ------------ | -------------- | ------------ |
| №            | Гонщик         | Место        |
| 11           | Лиза Бреннауэр |              |
| 12           | Лиана Липперт  |              |
| 13           | Ханна Людвиг   |              |
| 14           | Трикси Воррак  |              |

| Австралия AUS | Австралия AUS    | Австралия AUS |
| ------------- | ---------------- | ------------- |
| №             | Гонщик           | Место         |
| 15            | Грейс Браун      |               |
| 16            | Тиффани Кромвель |               |
| 17            | Сара Джиганте    |               |
| 18            | Аманда Спратт    |               |

| Бельгия BEL | Бельгия BEL        | Бельгия BEL |
| ----------- | ------------------ | ----------- |
| №           | Гонщик             | Место       |
| 19          | Валери Деми        |             |
| 20          | Лотте Копеки       |             |
| 21          | Жюли Ван де Вельде |             |

| Великобритания GBR | Великобритания GBR | Великобритания GBR |
| ------------------ | ------------------ | ------------------ |
| №                  | Гонщик             | Место              |
| 22                 | Элизабет Дейнан    |                    |
| 23                 | Анна Шекли         |                    |

| Польша POL | Польша POL        | Польша POL |
| ---------- | ----------------- | ---------- |
| №          | Гонщик            | Место      |
| 24         | Марта Лах         |            |
| 25         | Катажина Невядома |            |
| 26         | Анна Плихта       |            |

| США USA | США USA      | США USA |
| ------- | ------------ | ------- |
| №       | Гонщик       | Место   |
| 27      | Хлоя Дайгерт |         |
| 28      | Корин Ривера |         |
| 29      | Леа Томас    |         |
| 30      | Рут Уиндер   |         |

| ЮАР RSA | ЮАР RSA           | ЮАР RSA |
| ------- | ----------------- | ------- |
| №       | Гонщик            | Место   |
| 31      | Эшли Молман       |         |
| 32      | Карла Оберхользер |         |

| Испания ESP | Испания ESP     | Испания ESP |
| ----------- | --------------- | ----------- |
| №           | Гонщик          | Место       |
| 33          | Мави Гарсия     |             |
| 34          | Ане Сантестебан |             |

| Швейцария SUI | Швейцария SUI | Швейцария SUI |
| ------------- | ------------- | ------------- |
| №             | Гонщик        | Место         |
| 35            | Марлен Рёссер |               |

| Франция FRA | Франция FRA  | Франция FRA |
| ----------- | ------------ | ----------- |
| №           | Гонщик       | Место       |
| 36          | Жюльетт Лабу |             |

| Норвегия NOR | Норвегия NOR   | Норвегия NOR |
| ------------ | -------------- | ------------ |
| №            | Гонщик         | Место        |
| 37           | Катрин Аалеруд |              |
| 38           | Стине Боргли   |              |

| Олимпийский комитет России ROC | Олимпийский комитет России ROC | Олимпийский комитет России ROC |
| ------------------------------ | ------------------------------ | ------------------------------ |
| №                              | Гонщик                         | Место                          |
| 39                             | Тамара Дронова                 |                                |

| Словения SLO | Словения SLO | Словения SLO |
| ------------ | ------------ | ------------ |
| №            | Гонщик       | Место        |
| 40           | Евгения Буяк |              |

| Люксембург LUX | Люксембург LUX  | Люксембург LUX |
| -------------- | --------------- | -------------- |
| №              | Гонщик          | Место          |
| 41             | Кристине Маерус |                |

| Украина UKR | Украина UKR       | Украина UKR |
| ----------- | ----------------- | ----------- |
| №           | Гонщик            | Место       |
| 42          | Валерия Кононенко |             |

| Канада CAN | Канада CAN        | Канада CAN |
| ---------- | ----------------- | ---------- |
| №          | Гонщик            | Место      |
| 43         | Кэрол-Энн Канюэль |            |
| 44         | Элисон Джексон    |            |
| 45         | Леа Кирхманн      |            |

| Таиланд THA | Таиланд THA       | Таиланд THA |
| ----------- | ----------------- | ----------- |
| №           | Гонщик            | Место       |
| 46          | Джутатип Манеефан |             |

| Литва LTU | Литва LTU      | Литва LTU |
| --------- | -------------- | --------- |
| №         | Гонщик         | Место     |
| 47        | Раса Лелейвите |           |

| Австрия AUT | Австрия AUT     | Австрия AUT |
| ----------- | --------------- | ----------- |
| №           | Гонщик          | Место       |
| 48          | Анна Кизенхофер | 1-й         |

| Колумбия COL | Колумбия COL  | Колумбия COL |
| ------------ | ------------- | ------------ |
| №            | Гонщик        | Место        |
| 49           | Паула Патиньо |              |

| Беларусь BLR | Беларусь BLR   | Беларусь BLR |
| ------------ | -------------- | ------------ |
| №            | Гонщик         | Место        |
| 50           | Алёна Омелюсик |              |

| Намибия NAM | Намибия NAM | Намибия NAM |
| ----------- | ----------- | ----------- |
| №           | Гонщик      | Место       |
| 51          | Вера Лоузер |             |

| Чехия CZE | Чехия CZE        | Чехия CZE |
| --------- | ---------------- | --------- |
| №         | Гонщик           | Место     |
| 52        | Тереза Нойманова |           |

| Парагвай PAR | Парагвай PAR         | Парагвай PAR |
| ------------ | -------------------- | ------------ |
| №            | Гонщик               | Место        |
| 53           | Агуа Марина Эспинола |              |

| Израиль ISR | Израиль ISR | Израиль ISR |
| ----------- | ----------- | ----------- |
| №           | Гонщик      | Место       |
| 54          | Омер Шапира |             |

| Мексика MEX | Мексика MEX   | Мексика MEX |
| ----------- | ------------- | ----------- |
| №           | Гонщик        | Место       |
| 55          | Лиззи Салазар |             |

| Куба CUB | Куба CUB       | Куба CUB |
| -------- | -------------- | -------- |
| №        | Гонщик         | Место    |
| 56       | Арленис Сьерра |          |

| Узбекистан UZB | Узбекистан UZB    | Узбекистан UZB |
| -------------- | ----------------- | -------------- |
| №              | Гонщик            | Место          |
| 57             | Ольга Забелинская |                |

| Эфиопия ETH | Эфиопия ETH | Эфиопия ETH |
| ----------- | ----------- | ----------- |
| №           | Гонщик      | Место       |
| 58          | Селам Амха  | DNF         |

| Эритрея ERI | Эритрея ERI     | Эритрея ERI |
| ----------- | --------------- | ----------- |
| №           | Гонщик          | Место       |
| 59          | Моссана Дебесай | DNF         |

| Коста-Рика CRC | Коста-Рика CRC    | Коста-Рика CRC |
| -------------- | ----------------- | -------------- |
| №              | Гонщик            | Место          |
| 60             | Мария Хосе Варгас |                |

| Китай CHN | Китай CHN     | Китай CHN |
| --------- | ------------- | --------- |
| №         | Гонщик        | Место     |
| 61        | Сунь Цзядзюнь |           |

| Кипр CYP | Кипр CYP         | Кипр CYP |
| -------- | ---------------- | -------- |
| №        | Гонщик           | Место    |
| 62       | Антри Кристофору |          |

| Япония JPN | Япония JPN    | Япония JPN |
| ---------- | ------------- | ---------- |
| №          | Гонщик        | Место      |
| 63         | Хироми Канэко |            |
| 64         | Эри Ёнаминэ   |            |

| Чили CHI | Чили CHI      | Чили CHI |
| -------- | ------------- | -------- |
| №        | Гонщик        | Место    |
| 65       | Каталина Сото |          |

| Тринидад и Тобаго TTO | Тринидад и Тобаго TTO | Тринидад и Тобаго TTO |
| --------------------- | --------------------- | --------------------- |
| №                     | Гонщик                | Место                 |
| 66                    | Тенниел Кэмпбелл      |                       |

| Республика Корея KOR | Республика Корея KOR | Республика Корея KOR |
| -------------------- | -------------------- | -------------------- |
| №                    | Гонщик               | Место                |
| 67                   | На А Рым             |                      |

| Нидерланды NED | Нидерланды NED       | Нидерланды NED |
| -------------- | -------------------- | -------------- |
| №              | Гонщик               | Место          |
| 1              | Анна Ван дер Брегген |                |
| 2              | Аннемик ван Влётен   | 2-й            |
| 3              | Деми Воллеринг       |                |
| 4              | Марианна Вос         |                |

| Италия ITA | Италия ITA          | Италия ITA |
| ---------- | ------------------- | ---------- |
| №          | Гонщик              | Место      |
| 5          | Марта Бастианелли   |            |
| 6          | Марта Кавалли       |            |
| 7          | Элиза Лонго Боргини | 3-й        |
| 8          | Сорайя Паладин      |            |

| Дания DEN | Дания DEN              | Дания DEN |
| --------- | ---------------------- | --------- |
| №         | Гонщик                 | Место     |
| 9         | Эмма Норсгор-Йёргенсен |           |
| 10        | Сесилие Уттруп Лудвиг  |           |

| Германия GER | Германия GER   | Германия GER |
| ------------ | -------------- | ------------ |
| №            | Гонщик         | Место        |
| 11           | Лиза Бреннауэр |              |
| 12           | Лиана Липперт  |              |
| 13           | Ханна Людвиг   |              |
| 14           | Трикси Воррак  |              |

| Австралия AUS | Австралия AUS    | Австралия AUS |
| ------------- | ---------------- | ------------- |
| №             | Гонщик           | Место         |
| 15            | Грейс Браун      |               |
| 16            | Тиффани Кромвель |               |
| 17            | Сара Джиганте    |               |
| 18            | Аманда Спратт    |               |

| Бельгия BEL | Бельгия BEL        | Бельгия BEL |
| ----------- | ------------------ | ----------- |
| №           | Гонщик             | Место       |
| 19          | Валери Деми        |             |
| 20          | Лотте Копеки       |             |
| 21          | Жюли Ван де Вельде |             |

| Великобритания GBR | Великобритания GBR | Великобритания GBR |
| ------------------ | ------------------ | ------------------ |
| №                  | Гонщик             | Место              |
| 22                 | Элизабет Дейнан    |                    |
| 23                 | Анна Шекли         |                    |

| Польша POL | Польша POL        | Польша POL |
| ---------- | ----------------- | ---------- |
| №          | Гонщик            | Место      |
| 24         | Марта Лах         |            |
| 25         | Катажина Невядома |            |
| 26         | Анна Плихта       |            |

| США USA | США USA      | США USA |
| ------- | ------------ | ------- |
| №       | Гонщик       | Место   |
| 27      | Хлоя Дайгерт |         |
| 28      | Корин Ривера |         |
| 29      | Леа Томас    |         |
| 30      | Рут Уиндер   |         |

| ЮАР RSA | ЮАР RSA           | ЮАР RSA |
| ------- | ----------------- | ------- |
| №       | Гонщик            | Место   |
| 31      | Эшли Молман       |         |
| 32      | Карла Оберхользер |         |

| Испания ESP | Испания ESP     | Испания ESP |
| ----------- | --------------- | ----------- |
| №           | Гонщик          | Место       |
| 33          | Мави Гарсия     |             |
| 34          | Ане Сантестебан |             |

| Швейцария SUI | Швейцария SUI | Швейцария SUI |
| ------------- | ------------- | ------------- |
| №             | Гонщик        | Место         |
| 35            | Марлен Рёссер |               |

| Франция FRA | Франция FRA  | Франция FRA |
| ----------- | ------------ | ----------- |
| №           | Гонщик       | Место       |
| 36          | Жюльетт Лабу |             |

| Норвегия NOR | Норвегия NOR   | Норвегия NOR |
| ------------ | -------------- | ------------ |
| №            | Гонщик         | Место        |
| 37           | Катрин Аалеруд |              |
| 38           | Стине Боргли   |              |

| Олимпийский комитет России ROC | Олимпийский комитет России ROC | Олимпийский комитет России ROC |
| ------------------------------ | ------------------------------ | ------------------------------ |
| №                              | Гонщик                         | Место                          |
| 39                             | Тамара Дронова                 |                                |

| Словения SLO | Словения SLO | Словения SLO |
| ------------ | ------------ | ------------ |
| №            | Гонщик       | Место        |
| 40           | Евгения Буяк |              |

| Люксембург LUX | Люксембург LUX  | Люксембург LUX |
| -------------- | --------------- | -------------- |
| №              | Гонщик          | Место          |
| 41             | Кристине Маерус |                |

| Украина UKR | Украина UKR       | Украина UKR |
| ----------- | ----------------- | ----------- |
| №           | Гонщик            | Место       |
| 42          | Валерия Кононенко |             |

| Канада CAN | Канада CAN        | Канада CAN |
| ---------- | ----------------- | ---------- |
| №          | Гонщик            | Место      |
| 43         | Кэрол-Энн Канюэль |            |
| 44         | Элисон Джексон    |            |
| 45         | Леа Кирхманн      |            |

| Таиланд THA | Таиланд THA       | Таиланд THA |
| ----------- | ----------------- | ----------- |
| №           | Гонщик            | Место       |
| 46          | Джутатип Манеефан |             |

| Литва LTU | Литва LTU      | Литва LTU |
| --------- | -------------- | --------- |
| №         | Гонщик         | Место     |
| 47        | Раса Лелейвите |           |

| Австрия AUT | Австрия AUT     | Австрия AUT |
| ----------- | --------------- | ----------- |
| №           | Гонщик          | Место       |
| 48          | Анна Кизенхофер | 1-й         |

| Колумбия COL | Колумбия COL  | Колумбия COL |
| ------------ | ------------- | ------------ |
| №            | Гонщик        | Место        |
| 49           | Паула Патиньо |              |

| Беларусь BLR | Беларусь BLR   | Беларусь BLR |
| ------------ | -------------- | ------------ |
| №            | Гонщик         | Место        |
| 50           | Алёна Омелюсик |              |

| Намибия NAM | Намибия NAM | Намибия NAM |
| ----------- | ----------- | ----------- |
| №           | Гонщик      | Место       |
| 51          | Вера Лоузер |             |

| Чехия CZE | Чехия CZE        | Чехия CZE |
| --------- | ---------------- | --------- |
| №         | Гонщик           | Место     |
| 52        | Тереза Нойманова |           |

| Парагвай PAR | Парагвай PAR         | Парагвай PAR |
| ------------ | -------------------- | ------------ |
| №            | Гонщик               | Место        |
| 53           | Агуа Марина Эспинола |              |

| Израиль ISR | Израиль ISR | Израиль ISR |
| ----------- | ----------- | ----------- |
| №           | Гонщик      | Место       |
| 54          | Омер Шапира |             |

| Мексика MEX | Мексика MEX   | Мексика MEX |
| ----------- | ------------- | ----------- |
| №           | Гонщик        | Место       |
| 55          | Лиззи Салазар |             |

| Куба CUB | Куба CUB       | Куба CUB |
| -------- | -------------- | -------- |
| №        | Гонщик         | Место    |
| 56       | Арленис Сьерра |          |

| Узбекистан UZB | Узбекистан UZB    | Узбекистан UZB |
| -------------- | ----------------- | -------------- |
| №              | Гонщик            | Место          |
| 57             | Ольга Забелинская |                |

| Эфиопия ETH | Эфиопия ETH | Эфиопия ETH |
| ----------- | ----------- | ----------- |
| №           | Гонщик      | Место       |
| 58          | Селам Амха  | DNF         |

| Эритрея ERI | Эритрея ERI     | Эритрея ERI |
| ----------- | --------------- | ----------- |
| №           | Гонщик          | Место       |
| 59          | Моссана Дебесай | DNF         |

| Коста-Рика CRC | Коста-Рика CRC    | Коста-Рика CRC |
| -------------- | ----------------- | -------------- |
| №              | Гонщик            | Место          |
| 60             | Мария Хосе Варгас |                |

| Китай CHN | Китай CHN     | Китай CHN |
| --------- | ------------- | --------- |
| №         | Гонщик        | Место     |
| 61        | Сунь Цзядзюнь |           |

| Кипр CYP | Кипр CYP         | Кипр CYP |
| -------- | ---------------- | -------- |
| №        | Гонщик           | Место    |
| 62       | Антри Кристофору |          |

| Япония JPN | Япония JPN    | Япония JPN |
| ---------- | ------------- | ---------- |
| №          | Гонщик        | Место      |
| 63         | Хироми Канэко |            |
| 64         | Эри Ёнаминэ   |            |

| Чили CHI | Чили CHI      | Чили CHI |
| -------- | ------------- | -------- |
| №        | Гонщик        | Место    |
| 65       | Каталина Сото |          |

| Тринидад и Тобаго TTO | Тринидад и Тобаго TTO | Тринидад и Тобаго TTO |
| --------------------- | --------------------- | --------------------- |
| №                     | Гонщик                | Место                 |
| 66                    | Тенниел Кэмпбелл      |                       |

| Республика Корея KOR | Республика Корея KOR | Республика Корея KOR |
| -------------------- | -------------------- | -------------------- |
| №                    | Гонщик               | Место                |
| 67                   | На А Рым             |                      |

- DNF — не финишировал

## Маршрут
Старт гонки находился в парке Мусасинономори, расположенном Тёфу. Первые 40 км дистанции были относительно равнинными, после чего начинлся 40-километровый участок с постепенным набором высоты в конце которого находился первый категорийный подъём Доси (англ. Doshi Road, англ. Yamabushi Tunnel) (4,3 км со средним градиентом 6,2%) расположенный на высоте 1121 м в 80,5 км от старта. Затем небольшой спуск и 15-километровый равнинный участок вдоль озера Яманака после которого находился второй категорийный подъём Кагосака (англ. Kagosaka) (2,2 км со средним градиентом 4,8%) вершина которого располагалась на высоте 1099 м в 96,5 км от старта. После преодоления Кагосаку следовал 15-километровый спуск к автодрому «Фудзи Спидвей» где располагался финиш гонки.
Общая протяжённость дистанции составила 137 км с суммарным набором высоты 2692 метров.

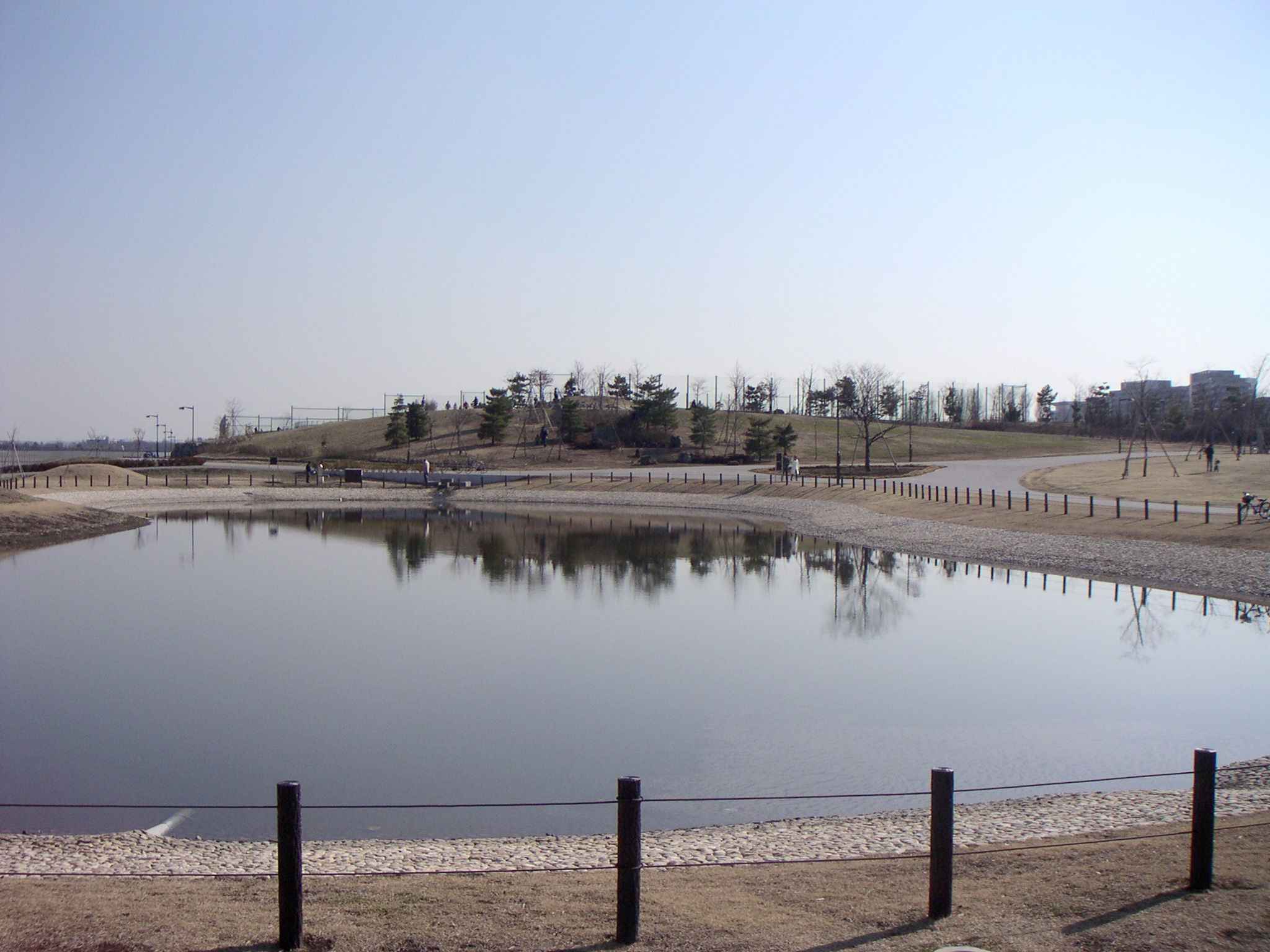
Парк Мусасинономори
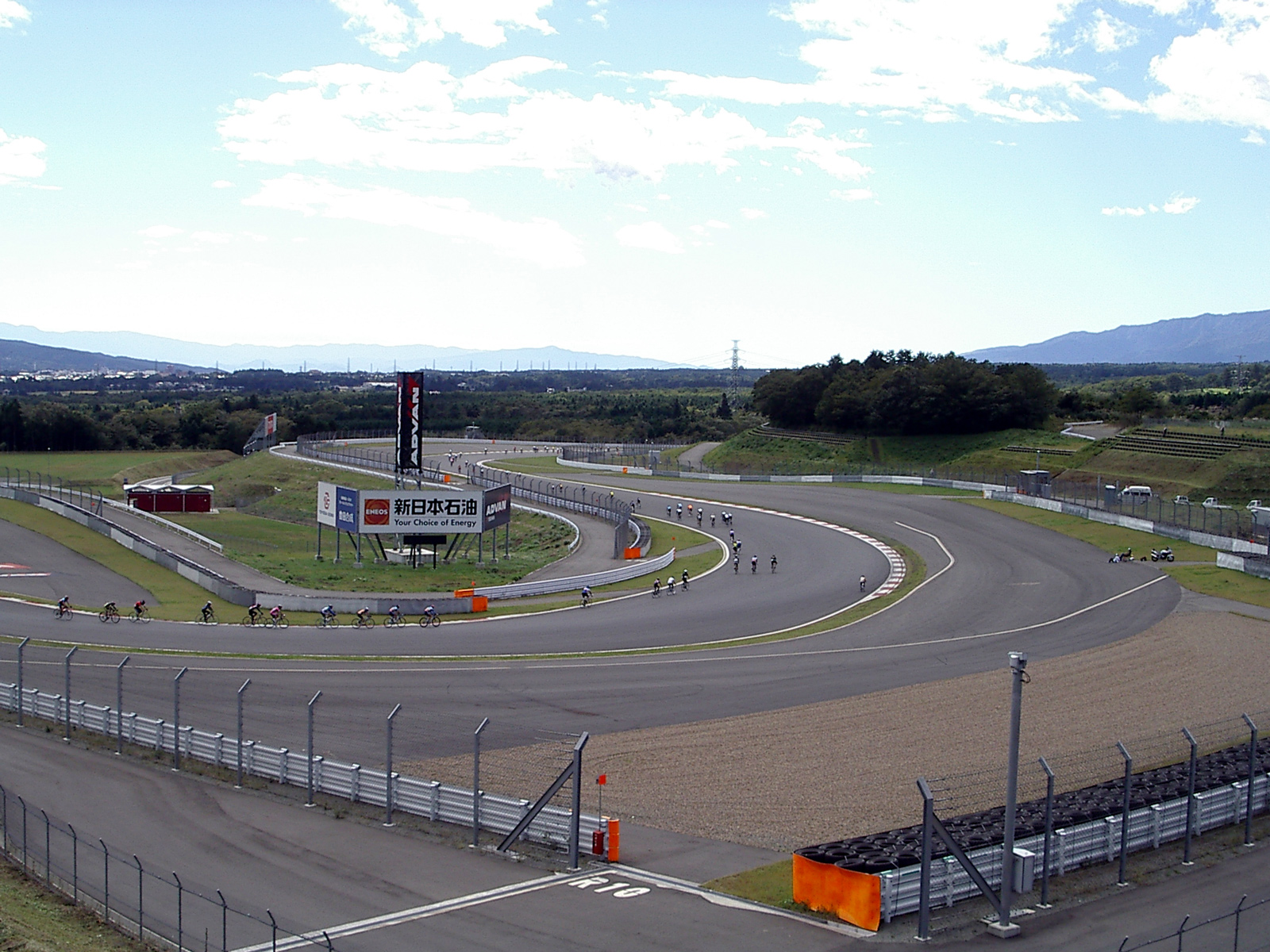
автодром «Фудзи Спидвей»

## Итоговое положение
| \| Генеральная классификация \| Генеральная классификация \| Генеральная классификация \| Генеральная классификация \| Генеральная классификация \| \| Гонщик \| Гонщик \| Команда \| Время \| \| \| ------------------------- \| ------------------------- \| ------------------------- \| ------------------------- \| ------------------------- \| \| 1-й \| Анна Кизенхофер \| Австрия \| 3ч 52' 45 \| \| \| 2-й \| Аннемик ван Влётен \| Нидерланды \| + 1' 15 \| \| \| 3-й \| Элиза Лонго Боргини \| Италия \| + 1' 29 \| \| \| 4-й \| Лотте Копеки \| Бельгия \| + 1' 39 \| \| \| 5-й \| Марианна Вос \| Нидерланды \| + 1' 46 \| \| \| 6-й \| Лиза Бреннауэр \| Германия \| + 1' 46 \| \| \| 7-й \| Корин Ривера \| США \| + 1' 46 \| \| \| 8-й \| Марта Кавалли \| Италия \| + 1' 46 \| \| \| 9-й \| Ольга Забелинская \| Узбекистан \| + 1' 46 \| \| \| 10-й \| Сесилие Уттруп Лудвиг \| Дания \| + 1' 46 \| \| \| 11-й \| Элизабет Дейнан \| Великобритания \| + 1' 46 \| \| \| 12-й \| Мави Гарсия \| Испания \| + 1' 46 \| \| \| 13-й \| Эшли Молман \| ЮАР \| + 1' 46 \| \| \| 14-й \| Катажина Невядома \| Польша \| + 1' 46 \| \| \| 15-й \| Анна Ван дер Брегген \| Нидерланды \| + 1' 46 \| \| \| 16-й \| Кэрол-Энн Канюэль \| Канада \| + 2' 20 \| \| \| 17-й \| Алёна Омелюсик \| Беларусь \| + 2' 20 \| \| \| 18-й \| Марта Лах \| Польша \| + 2' 28 \| \| \| 19-й \| Евгения Буяк \| Словения \| + 2' 28 \| \| \| 20-й \| Кристине Маерус \| Люксембург \| + 2' 28 \| \| \| 21-й \| Эри Ёнаминэ \| Япония \| + 2' 28 \| \| \| 22-й \| Паула Патиньо \| Колумбия \| + 2' 30 \| \| \| 23-й \| Лиана Липперт \| Германия \| + 2' 32 \| \| \| 24-й \| Омер Шапира \| Израиль \| + 2' 38 \| \| \| 25-й \| Деми Воллеринг \| Нидерланды \| + 2' 56 \| \| |                       |                |           |
| |                       |                |           |
| Источник: ProCyclingStats |                       |                |           |
| Генеральная классификация |                       |                |           |
| Гонщик | Гонщик                | Команда        | Время     |
| 1-й | Анна Кизенхофер       | Австрия        | 3ч 52' 45 |
| 2-й | Аннемик ван Влётен    | Нидерланды     | + 1' 15   |
| 3-й | Элиза Лонго Боргини   | Италия         | + 1' 29   |
| 4-й | Лотте Копеки          | Бельгия        | + 1' 39   |
| 5-й | Марианна Вос          | Нидерланды     | + 1' 46   |
| 6-й | Лиза Бреннауэр        | Германия       | + 1' 46   |
| 7-й | Корин Ривера          | США            | + 1' 46   |
| 8-й | Марта Кавалли         | Италия         | + 1' 46   |
| 9-й | Ольга Забелинская     | Узбекистан     | + 1' 46   |
| 10-й | Сесилие Уттруп Лудвиг | Дания          | + 1' 46   |
| 11-й | Элизабет Дейнан       | Великобритания | + 1' 46   |
| 12-й | Мави Гарсия           | Испания        | + 1' 46   |
| 13-й | Эшли Молман           | ЮАР            | + 1' 46   |
| 14-й | Катажина Невядома     | Польша         | + 1' 46   |
| 15-й | Анна Ван дер Брегген  | Нидерланды     | + 1' 46   |
| 16-й | Кэрол-Энн Канюэль     | Канада         | + 2' 20   |
| 17-й | Алёна Омелюсик        | Беларусь       | + 2' 20   |
| 18-й | Марта Лах             | Польша         | + 2' 28   |
| 19-й | Евгения Буяк          | Словения       | + 2' 28   |
| 20-й | Кристине Маерус       | Люксембург     | + 2' 28   |
| 21-й | Эри Ёнаминэ           | Япония         | + 2' 28   |
| 22-й | Паула Патиньо         | Колумбия       | + 2' 30   |
| 23-й | Лиана Липперт         | Германия       | + 2' 32   |
| 24-й | Омер Шапира           | Израиль        | + 2' 38   |
| 25-й | Деми Воллеринг        | Нидерланды     | + 2' 56   |